# Бяково
Бя́ково (рос. Бяково) — присілок у складі Кічменгсько-Городецького району Вологодської області, Росія. Входить до складу Городецького сільського поселення.

## Населення
Населення — 40 осіб (2010; 41 у 2002).
Національний склад (станом на 2002 рік):
- росіяни — 98 %